# Point chaud de La Réunion
 (décembre 2015).
Si vous disposez d'ouvrages ou d'articles de référence ou si vous connaissez des sites web de qualité traitant du thème abordé ici, merci de compléter l'article en donnant les références utiles à sa vérifiabilité et en les liant à la section « Notes et références ».
Le point chaud de La Réunion est un point chaud volcanique qui se trouve sous La Réunion, dans l'océan Indien.

## Histoire

### Origines
La première éruption volcanique notable du point chaud de La Réunion serait survenue il y a 66 millions d'années et a formé les trapps du Deccan, un vaste socle de lave basaltique couvrant certaines parties du centre de l'Inde. Cette éruption aurait par ailleurs ouvert un rift qui aurait séparé le sous-continent indien du plateau des Seychelles.
En outre, cet événement coïncide avec l'extinction Crétacé-Paléogène et l'extinction des dinosaures. L'hypothèse d'un lien entre ces événements est toujours discutée.

### Formation d'un alignement d'îles volcaniques

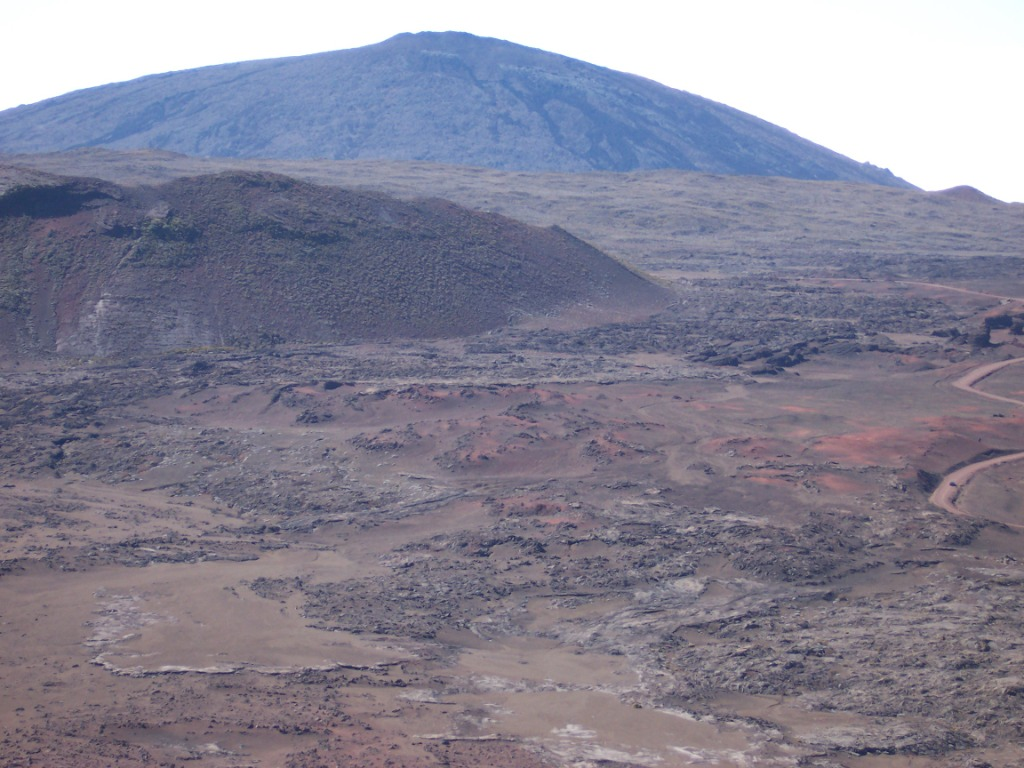
Le massif du Piton de la Fournaise, formé par le point chaud de La Réunion.

Alors que le plateau indien glissa vers le nord, le point chaud de La Réunion continua par la suite à perforer la croûte terrestre en créant toute une série d'îles volcaniques et de plateaux sous-marins, dont le plateau des Mascareignes. Parmi les premières, on recense les îles Laquedives, les Maldives et l'archipel des Chagos, des atolls reposant sur d'anciens volcans qui ont émergé des océans il y a entre 60 et 45 millions d'années.
Il y a environ 45 millions d'années, un rift traversa le point chaud et ce dernier se retrouva sous le plateau africain. Depuis trente-cinq millions d'années, ce point chaud crée les Mascareignes, un plateau aujourd'hui entièrement submergé à l'exception de quelques îles comme l'île Rodrigues, l'île Maurice et La Réunion.

## Position actuelle
Les deux premières îles auraient émergé il y a plus de huit[réf. nécessaire] millions d'années, la Réunion plus tard, vers trois millions d'années. Cette théorie est contestée par certains géologues. Connaissant la vitesse de déplacement de la plaque océanique, et les dates d'émergence de l'île Maurice et de la Réunion, les deux îles devraient être plus proches que les 250 kilomètres qui les séparent. En ce qui concerne la Réunion, le point chaud a d'abord donné naissance au massif du Piton des Neiges avant de créer au sud-est celui du Piton de la Fournaise, dominé par le volcan du même nom.
De fait, la partie émergée de la Réunion ne représente qu'un trente-deuxième du massif s'élevant depuis le plateau qui repose à 4 000 mètres sous le niveau de la mer.